# The Nickel Ride
The Nickel Ride és una pel·lícula estatunidenca neo-noir de ficció criminal del 1974 irigida i produïda per Robert Mulligan i protagonitzada per Jason Miller, Linda Haynes, Victor French, Bo Hopkins i John Hillerman. És la pel·lícula debut del guionista Eric Roth. Va ser inscrit al 27è Festival Internacional de Cinema de Canes, on va ser nominada a la Palma d'Or. El 13 de desembre de 2011, Shout! Factory va llançar la pel·lícula en DVD com a part d'una doble edició amb 99 and 44/100% Dead.

## Argument
Cooper, un mafiós notori i solitari, rep el sobrenom de "L'home de les claus" perquè està al capdavant de diversos magatzems en desús a Nova York on l'inframón amaga i emmagatzema el botí del seu robatori. Està carregat d'una funció igual de borrosa i estranya. És un intermediari entre els representants (notables, magistrats, policies, empresaris...) de la legalitat i els d'una misteriosa i poderosa organització opaca i il·legal que anomena Ther People. Aparentment és feliç: té uns quants amics amb els quals pot comptar, té diners, està sortint amb una dona, la Sarah, de qui està enamorat, etc. No deixa mai el seu munt de claus.
Però Cooper comença a dubtar de si mateix. Pensa que estan intentant eliminar-lo perquè les seves accions estan sent observades per un tal Turner, un pinxo de dents llargues contractat per l'organització. Ara, Cooper entén que el seu temps s'acosta.

## Repartiment
- Jason Miller com a Cooper
- Linda Haynes com a Sarah
- Victor French com a Paddie
- John Hillerman com a Carl
- Bo Hopkins com a Turner
- Richard Evans com a Bobby
- Bart Burns com a Elias
- Lou Frizzell com a Paulie
- Mark Gordon com a Tonozzi
- Harvey Gold com a Chester
- Lee de Broux com a Harry
- Nelson Leigh (sense acreditar)

## Desenvolupament
El projecte va començar amb un guió escrit per Eric Roth anomenat Fifty-Fifty que tractava d'un cap del crim de baix nivell que es torna paranoic a punt del seu cinquantè aniversari. El guió va ser comprat per Chartoff-Winkler Productions amb George C. Scott originalment adjunt com a protagonista. Aleshores, el projecte va canviar de mans al productor/director Robert Mulligan, amb 20th Century Fox compromès com a distribuïdor. Mulligan va seleccionar el projecte com a continuació de The Other després que s'havia considerat breument per dirigir Taxi Driver amb Jeff Bridges en el paper protagonista de Travis Bickle.
A l'últim minut, Scott va abandonar el projecte, i el paper de Cooper va ser ocupat per Jason Miller, acabat de rebre l'aclamació per L'exorcista. Encara que considerablement més jove que el personatge imaginat, la selecció de Miller va agradar a Roth, que considerava l'actor "el nou John Garfield." Els habituals de Mulligan Victor French i Lou Frizzell van ser emesos en papers secundaris.

## Rodatge
El rodatge va tenir lloc del 17 de setembre al 13 de novembre de 1973. La pel·lícula es va rodar majoritàriament a downtown Los Angeles, utilitzant Big Bear Lake per a les escenes ambientades a la cabana al costat del llac i el Rosslyn Hotel utilitzat com a oficina i apartament de Cooper.

## Llançament i taquilla
La pel·lícula es va estrenar a Canes amb una acollida positiva, sent nominada a la Palma d'Or. Aleshores es va estrenar a França, però la mala taquilla allà i en altres mercats europeus va provocar preocupacions sobre la viabilitat comercial del projecte. El director Robert Mulligan va tallar la pel·lícula, eliminant en el procés el personatge del germà petit de Cooper, Larry, interpretat per Brendan Burns. (El pare de l'actor, Bart Burns, va interpretar el paper d'Elias a la pel·lícula.) Segons Eric Roth, Burns va assistir a l'estrena domèstica amb la família circumdant sense haver estat informat que el seu personatge va ser tallat de la pel·lícula. Malgrat la seva escissió, el nom de Burns encara apareix en algunes llistes de crèdits.
El gener de 1975, la pel·lícula va debutar a nivell nacional a la costa est, on va tenir un mal rendiment malgrat els esforços per endurir la pel·lí. Com a resposta, la campanya de màrqueting es va remodelar abans de l'estrena gradual de la pel·lícula a la resta dels Estats Units, però "The Nickel Ride" finalment va desaparèixer sense trobar un públic important. A causa del retard i la estrena esglaonada, la pel·lícula no va arribar a alguns mercats durant un any complet o més: Los Angeles va rebre la pel·lícula a finals de 1975, i un crític de Seattle va assenyalar en una crítica publicada el gener de 1976 que la pel·lícula es va presentar a la seva ciutat com a una "segona funció de primera tirada" en una doble sessió amb Hustle de Robert Aldrich.
La pel·lícula finalment va recaptar menys de 2 milions de dòlars a nivell nacional.

## Recepció
Nora Sayre de The New York Times no va quedar impressionada:
| « | La pel·lícula sembla ser un drama de béns arrels. Jason Miller interpreta un reparador de barri que intenta llogar un magatzem per a l'emmagatzematge de mercaderies robades; tanmateix, l'acord s'endarrereix i està amenaçat pels minoristes que són els seus clients. El seu paper és un estudi en la preocupació: l'angoixa rarament surt del profund dels seus ulls de lèmur. El veiem preocupat de perfil, de cara completa i tres quarts, dret o assegut o estirat, a la llum del dia i a la foscor, al telèfon, al seu despatx i a l'exterior. Amb tot, sembla més vulnerable a un atac d'ansietat que a la bala d'un agressor... The Nickel Ride està molt ben filmat en pastels desolats, però els nombrosos primers plans aconsegueixen subratllar la lentitud de l'acció, i els talls ràpids no poden dissipar el tedi. | » |

Nick Pinkerton de The Village Voice va ser una mica més indulgent: "The Nickel Ride és un drama poc vist d'una tasca criminal diària de coll blanc per fer-te creure que el millor del cinema dels anys 70 no es desmuntarà mai del tot... L'ambient és un de passadissos enfosquits, estómac agre, i s'aproxima al final d’una edat mitjana sense cap pla de jubilació a la vista."
Malgrat la seva el·lusivitat i la seva reacció inicial mixta, la pel·lícula ha aconseguit un seguiment, i de vegades es compara favorablement amb The Friends of Eddie Coyle. Entre els seus fans més destacats és el director Quentin Tarantino, que el va incloure a la formació del seu primer QT Fest anual el 1997.